# Marleen van Iersel

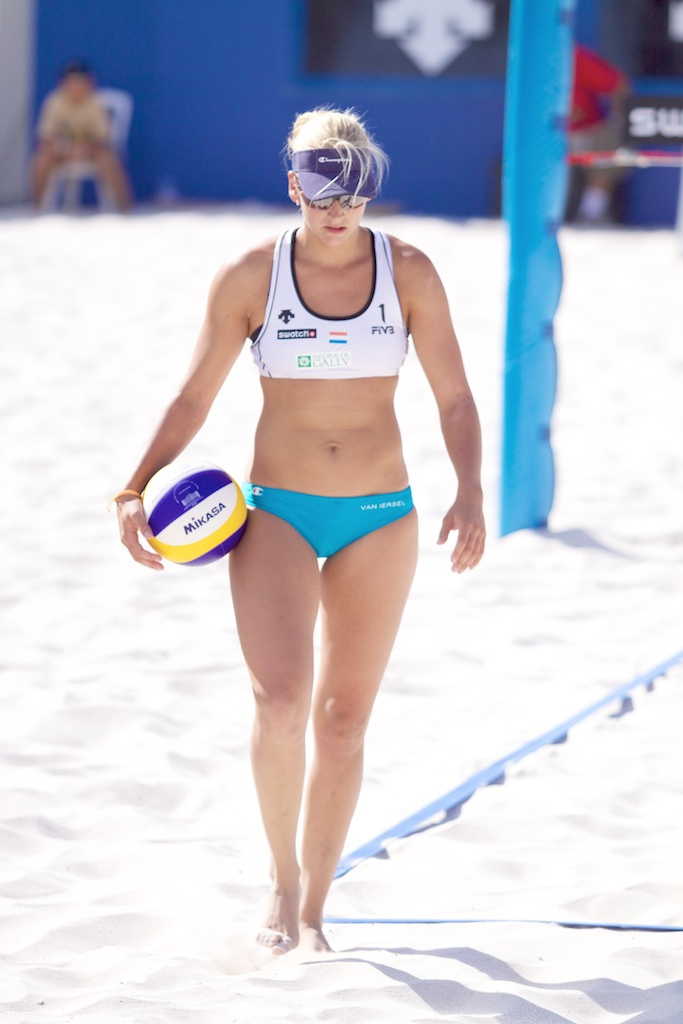
FIVB World Tour 2010

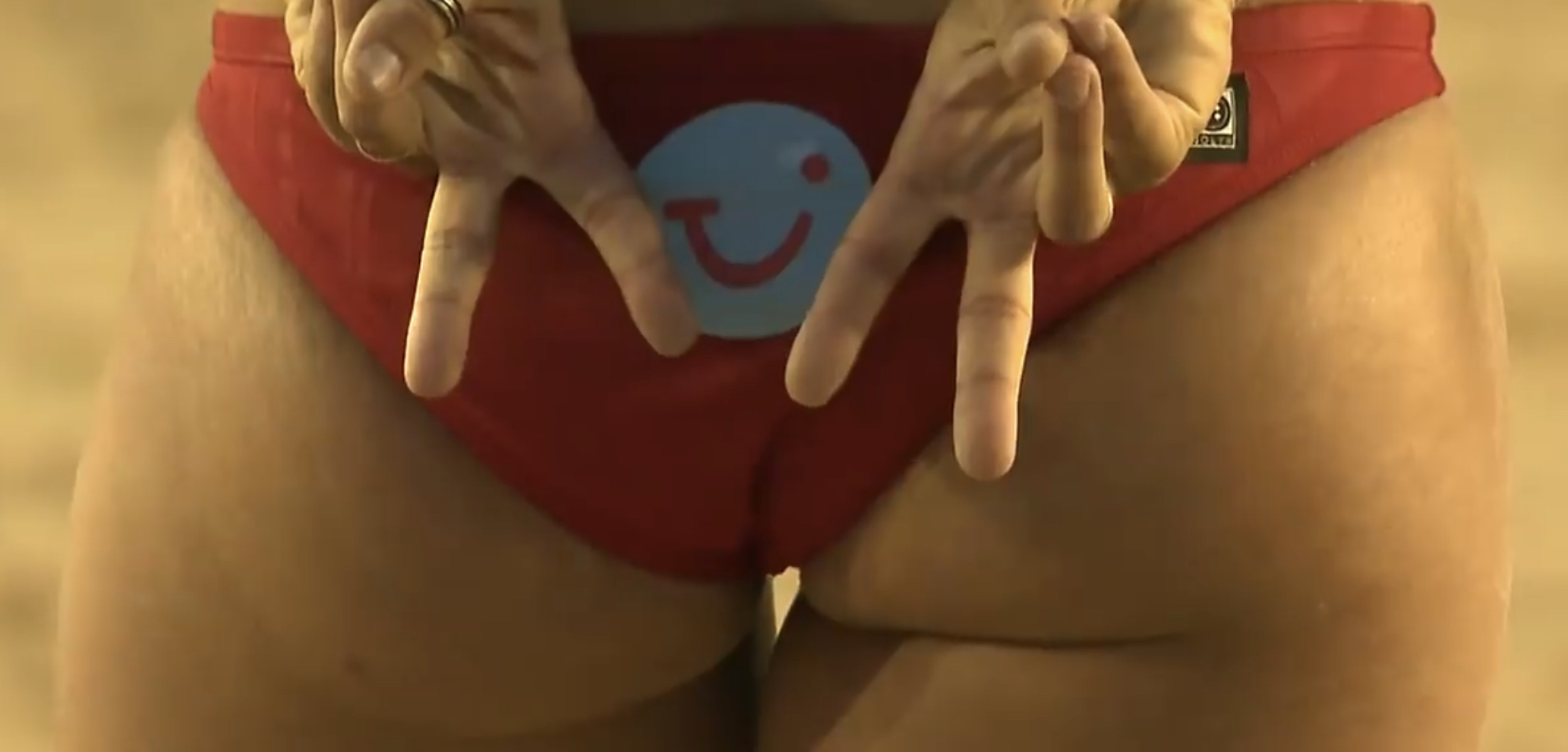
Van Iersels bloksignaal (FIVB Itapema 2019)

Marleen van Iersel (Breda, 7 januari 1988) is een Nederlands beachvolleybalster.

## Carrière
Vanaf 2009 volleybalde Van Iersel samen met Sanne Keizer. Daarvoor vormde ze vier jaar een duo met Marloes Wesselink en daarvoor incidenteel met Danielle Remmers. Van Iersel en Keizer vertegenwoordigden Nederland op de Olympische Spelen in Londen. Ze kwamen hierbij tot de kwartfinale, maar werden daar uitgeschakeld door de latere olympisch kampioenen, Kerry Walsh en Misty May. Vanaf het seizoen 2014 speelt Van Iersel samen met Madelein Meppelink, met wie zij de achtste finales van de Olympische Spelen in Rio de Janeiro haalde.
Voor het nieuwe seizoen werd bekendgemaakt in oktober 2016 dat ze verdergaat met Manon Nummerdor-Flier als beachvolleybalpartner.

## Belangrijkste resultaten

### met Madelein Meppelink
- EK 2014:
- NK 2014:

### met Sanne Keizer
- NK 2013:
- EK 2012:
- WK 2011: 9e
- WT 2011 Shanghai
- WT 2011 Myslowice
- EK 2011: 5e
- NK 2011: 4e
- EK 2010: 4e
- NK 2010:
- WK 2009: 5e
- EK 2009: 5e

### met Danielle Remmers
- WK 2006 <18: 2e
- WK 2008 <21:
- EK 2007 <20:

### met Marloes Wesselink
- EK 2005 <20:
- WK 2005 <21: 3e
- NK 2006: 4e
- WK 2006 <21: 3e
- EK 2007: 5de
- 2007 San Sebastiaan (Sat)
- NK 2007:
- NK 2008:
- EK 2008: 7e

Team 1: Marleen van Iersel · Sanne Keizer

Team 2: Sophie van Gestel · Madelein Meppelink
Team 1: Marleen van Iersel · Madelein Meppelink

Team 2: Sophie van Gestel · Jantine van der Vlist